# Malika El Fassi
Pour les articles homonymes, voir Malika.
Malika el Fassi (ou Malika Belmehdi El Fassi) est une personnalité marocaine (née le 19 juin 1919 à Fès et morte le 12 mai 2007 à Fès). Elle est la seule femme signataire du Manifeste de l'indépendance du 11 janvier 1944.

## Biographie
Malika El Fassi est née le 19 juin 1919 à Fès dans une famille de lettrés. Son père, le Cadi El Mehdi El Fassi, tenait à ce qu’elle reçoive la même éducation que ses deux frères. Après qu’elle fut allée à Dar Fkiha, son père lui amena des précepteurs dans différentes disciplines, entre autres les grammaires arabe et française, l’éducation sportive, etc. Elle était d’ailleurs cavalière émérite.
Très jeune, elle a écrit des articles sous le pseudonyme El Fatate, puis après son mariage, sous le pseudonyme de Bahitate El Hadira (chercheuse de la cité), et non pas El Hadara (civilisation), car à cette époque il y avait une journaliste libanaise très connue, Mey, qui signait Bahitate El Badia. Ses articles sont parus dans Majellate El Maghrib de Saleh Missa et Rissalate El Maghrib de Saïd Hajji, puis après dans le journal El Alam, dès 1934.
Elle a aussi écrit des pièces de théâtre qui ont été jouées, et quelques petits romans, dont La Victime.
Étant musicienne depuis son plus jeune âge (elle joue du luth et de l’accordéon), elle a fondé avec Haj Driss Touimi Benjelloun Jamiyât Houat El moussika al andaloussia.
Elle s’est mariée en 1935 avec son cousin feu Mohamed Ghali El Fassi.
Elle rejoint le mouvement nationaliste au sein d’un comité secret, connu sous le nom de Taïfa en 1937. Elle participe à l’élaboration du manifeste de l’indépendance avec ses compagnons du mouvement nationaliste, et le signe le 11 janvier 1944. Elle est d’ailleurs la seule femme parmi les 66 signataires,.
Son mari étant professeur du prince Moulay Hassan, à partir de 1942, elle a ses entrées au Palais sans attirer l’attention du colonisateur.
Quand ses compagnons sont jetés en prison, elle dirige la Résistance et l’Action Féminine avec ceux des dirigeants de la Résistance qui ont échappé à la geôle et à l’exil.
La nuit du 19 août 1953, elle entre déguisée voir feu Sa Majesté Mohammed V, elle avait pu lui ramener une nouvelle Bayïâa des Ulémas, et ils se sont prêtés serment pour lutter contre l’occupant, et il lui a donné ses instructions pour la Résistance. Elle est la dernière personne à l’avoir vu avant son exil.
Elle commence alors la Résistance armée avec ses frères et sœurs d’arme.
Elle commence à lutter contre l’analphabétisme bien avant l’indépendance et elle milite pour que les filles aillent à l’école et poursuivent leurs études. Avec feu son mari, alors directeur de la Qaraouiyine, et l’accord de feu Sa Majesté Mohammed V, elle ouvre une section filles, secondaire et universitaire, en 1947. La première promotion a compté Habiba El Bourqadi, Aïcha Sekkat, Fettouma Kabbaj, etc. Fettouma Kabbaj est d’ailleurs aujourd’hui au Conseil Supérieur National des Ulémas (L’école Oum El Banine n’était qu’une école primaire).
De plus, elle conduit, ayant passé son permis de conduite en 1955. Cela lui permet de sillonner le Maroc afin de créer des centres et de pousser les gens à s'inscrire aux cours d'alphabétisation.
Elle milite auprès du directeur français de l’Enseignement pour créer des écoles pour les filles, et a présidé des délégations dans ce but, et elle a fini par obtenir gain de cause.
À l’indépendance, elle est parmi les fondateurs de la Ligue marocaine pour l’éducation de base et la lutte contre l’analphabétisme, elle en était d’ailleurs la vice-présidente.
En 1956, elle est également parmi les fondateurs de l’institution de l’Entraide nationale, sous la présidence de la princesse Lalla Aïcha.
Juste après l’indépendance, elle présente une motion à feu Sa Majesté Mohammed V pour le vote des femmes, qu’il adopte sur le champ.
Toujours en 1956, elle participe à la création d'une ONG, l’Association Al Mouassat, reconnue d’utilité publique. Malika El Fassi en est la présidente à partir de 1960. Cette association s’occupe des démunis, des sinistrés, des cancéreux dans le besoin et de leurs familles, ainsi que de lutte contre l’analphabétisme. Mais surtout cette association a un orphelinat qui héberge 120 filles. C'est une des premières à être choisie pour recevoir une subvention par la Commission de l’INDH, instituée par Sa Majesté le Roi Mohammed VI.
Enfin, Alison Baker, dans « Voices of Resistance », désigne Malika El Fassi comme Formother Of Resistance.
Malika El Fassi a participé à plusieurs symposiums et donné différentes conférences en Chine, en Roumanie, en URSS, etc. Elle est médaillée de l’UNESCO pour sa lutte contre l’analphabétisme. Elle a aussi une médaille de la Ligue marocaine de l’éducation de base et de lutte contre l’analphabétisme. Elle a une médaille du gouvernement russe pour sa contribution à l’amitié marocco-russe. Elle a été décorée par Sa Majesté le Roi Mohammed VI du Grade de Grand Commandeur du Ouissame Al Arch Al Alaoui le 11 janvier 2005. Enfin, en mars 2006, elle a reçu un Khmissa d’Honneur lors de Khmissa 2006 pour son militantisme.
Elle s'est éteinte le samedi 12 mai 2007.